# Franco Cavicchi
Franco Cavicchi (* 12. Mai 1928 in Pieve di Cento, Emilia-Romagna; † 22. August 2018 ebenda) war ein italienischer Boxer. Er war Europameister der Berufsboxer im Schwergewicht.

## Werdegang

### Amateurlaufbahn
Franco Cavicchi absolvierte Anfang der 1950er Jahre bereits eine recht erfolgreiche Amateurlaufbahn. Der größte Erfolg war dabei der Gewinn der italienischen Meisterschaft im Schwergewicht im Jahre 1952, die in Triest stattfand. Bei den Europameisterschaften der Amateurboxer 1951 in Mailand und bei den Olympischen Spielen 1952 in Helsinki kam er aber nicht zum Einsatz. Bei beiden Meisterschaften vertrat im Schwergewicht Giacomo di Segni die italienischen Farben.
Franco Cavicchi bestritt in den Jahren 1950 bis 1952 auch noch einige Länderkämpfe für Italien. Am 10. Mai 1952 boxte er dabei in Rom gegen Ed Sanders aus den Vereinigten Staaten und verlor gegen diesen nach Punkten. Ed Sanders wurde wenige Monate später Olympiasieger 1952 in Helsinki.

### Profilaufbahn
Im Herbst 1952 trat Franco Cavicchi zu den Profiboxern über. Sein Domizil wurde Bologna und sein Manager war Renato Venturi. Seinen ersten Profikampf bestritt er am 1. Oktober 1952 in Bologna und besiegte dabei seinen Landsmann Mario Azzaria durch K. o. in der 2. Runde. In seiner Laufbahn bestritt er häufig Kämpfe gegen deutsche Gegner. Den Anfang machte er am 2. März 1953 in Bologna gegen Hans Friedrich, gegen den er am 2. Juli 1953, wieder in Bologna, noch einmal antrat. Beide Male endeten diese Kämpfe unentschieden. Am 15. Mai 1953 bestritt er seinen ersten Profikampf außerhalb Italiens. In München verlor er dabei gegen Hugo Salfeld durch Disqualifikation in der 5. Runde.
1954 bestritt Franco Cavicchi nicht weniger als elf Kämpfe, die er alle gewann. Am 15. Oktober 1954 wurde er in Mailand auch italienischer Meister im Schwergewicht mit einem Techn. K.-o.-Sieg über den Titelverteidiger Uber Bacilieri.
1955 stieg Franco Cavicchi noch häufiger in den Ring als 1954. Im ersten Halbjahr 1955 bestritt er z. B. 13 Kämpfe, die er ebenfalls alle gewann. Am 26. Juni 1955 boxte er im Stadio Comunale die Bologna vor 60.000 Zuschauern gegen den deutschen Titelhalter Heinz Neuhaus um den Europameistertitel. Neuhaus wog ca. 97 kg, Cavicchi ca. 93 kg. Der Kampf verlief ziemlich ausgeglichen, doch konnte gegen Ende des auf 15 Runden angesetzten Kampfes Franco Cavicchi einige Treffer mehr als Neuhaus setzen und wurde deshalb von dem mit der alleinigen Entscheidungsbefugnis ausgestatteten spanischen Ringrichter Esperraguera zum Punktsieger und zum neuen Europameister ausgerufen. Heinz Neuhaus wurde diese Niederlage vom Promoter dieses Kampfes Renato Torri mit einer Kampfbörse von 88.000,00 DM versüßt. In der Juli-Weltrangliste des damaligen „Box-Zaren“ Nat Fleischer im US-amerikanischen Fachblatt The Ring wurde Franco Cavicchi an Rang 9 geführt.
Wenige Monate später, am 1. September 1955, kam es in Dortmund zur Revanche zwischen Franco Cavicchi und Heinz Neuhaus, in der es aber nicht um den Europameistertitel ging. Heinz Neuhaus gewann diesen Kampf, weil der niederländische Ringrichter Bergström Cavicchi wegen ständigen Haltens in der 9. Runde disqualifizierte.
Das dritte Aufeinandertreffen dieser beiden Boxer fand am 21. Juli 1956 in Bologna statt, in dem es wieder um den Europameistertitel ging. Franco Cavicchi verteidigte dabei diesen Titel mit einem K.-o.-Sieg in der 11. Runde über Heinz Neuhaus, der mehrmals am Boden war, erfolgreich. Dieser Kampf hatte 25.000 Zuschauer. Am 30. September 1956 verteidigte er den EM-Titel bereits wieder und zwar gegen den Schweden Ingemar Johansson. Dieser war ihm aber überlegen und schlug Franco Cavicchi in der 13. Runde K. o. Damit war Franco Cavicchi den Europameistertitel los.
In den Jahren 1957 bis 1960 bestritt er, meist in Bologna, noch viele Kämpfe gegen namhafte Gegner. Zu einem Europameister- oder gar Weltmeisterschaftskampf kam er aber nie mehr. Trotzdem zeigte er meist gute Leistungen. So besiegte er am 3. Oktober 1957 in Bologna Albert Westphal aus Deutschland durch K. o. in der 9. Runde. Am 15. Juni 1958 verlor er im Bestreben sich für das US-amerikanische Box-Geschäft interessant zu machen gegen Willie Pastrano aus den Vereinigten Staaten nach 10 Runden nach Punkten. Am 7. September 1958 erlitt Franco Cavicchi in Bologna im Kampf gegen Giacomo Bozzano eine K.-o.-Niederlage in der 8. Runde. Am 19. Januar 1959 schaffte er in Rom gegen den Deutschen Ulli Ritter nur ein Unentschieden. Am 27. Juni 1960 glänzte er aber in Bologna mit einem Punktsieg über Joe Bygraves, während er am 7. Dezember 1960 in Bologna von dem Deutschen Karl Mildenberger über 10 Runden ausgepunktet wurde.
Am 2. Oktober 1961 scheiterte Franco Cavicchi bei dem Versuch, wieder italienischer Meister im Schwergewicht zu werden. Der Kampf gegen den Titelträger Rocco Mazzola endete nach 12 Runden unentschieden, womit Mazzola Meister blieb. Am 17. März 1962 schaffte es Cavicchi in Bologna dann doch noch nach einem Punktsieg über Rocco Mazzola wieder italienischer Meister zu werden. Am 31. Mai 1962 verlor er diesen Titel aber bereits wieder, als er im Kampf gegen Santo Amonti in der 5. Runde disqualifiziert wurde.
Seinen letzten Kampf bestritt Franco Cavicchi am 25. Februar 1963 in Bologna, in dem er gegen den US-Amerikaner Tommy Fields in der 7. Runde durch Techn. K. o. verlor.

## Titelkämpfe von Franco Cavicchi
| Datum      | Ort     | um den Titel von | Gewichtsklasse | Ergebnis                                                           |
| 15.10.1954 | Mailand | Italien          | Schwer         | Techn. K.O.-Sieg über Uber Bacilieri                               |
| 26.6.1955  | Bologna | Europa (EBU)     | Schwer         | Punktsieg nach 15 Runden über Heinz Neuhaus, Deutschland           |
| 21.7.1956  | Bologna | Europa (EBU)     | Schwer         | K.O.-Sieg in der 11. Runde über Heinz Neuhaus                      |
| 30.9.1956  | Bologna | Europa (EBU)     | Schwer         | K.O.-Niederlage in der 13. Runde gegen Ingemar Johansson, Schweden |
| 2.10.1961  | Bologna | Italien          | Schwer         | Unentschieden nach 12 Runden gegen Rocco Mazzola                   |
| 17.3.1962  | Bologna | Italien          | Schwer         | Punktsieg nach 12 Runden über Rocco Mazzola                        |
| 31.5.1962  | Brescia | Italien          | Schwer         | Disq.-Niederlage in der 5. Runde gegen Santo Amonti                |